# Franco Blezza
Franco Blezza (Trieste, 19 luglio 1951) è un pedagogista italiano, con esperienze di ricerca in biofisica fisiologica e in didattica delle scienze.

## Biografia
Laureato in fisica e perfezionato in filosofia delle scienze, avendo come maestri: Renato A. Ricci, Michele Arslan, Massimiliano Aloisi e Dario Antiseri.
Ha dapprima studiato l’apparato vestibolare umano, il minuscolo organo di senso collocato nell’orecchio interno che rivela le forze agenti sul capo contribuendo all’equilibrio e all’orientamento, con strumenti sperimentali e modellistici, come associato alle attività di ricerca dell’Istituto Nazionale di Fisica Nucleare, sono ricerche sulla fisiologia degli organi di senso con metodo fisico, con riferimenti nella medicina aeronautica e spaziale, che si collocano nell’alveo della psicologia scientifica.
Ha insegnato materie scientifiche nelle scuole secondarie per oltre 8 anni, occupandosi di sperimentazione didattica, metodologia e storia della fisica e delle scienze. Tra le sue proposte originali: le “scienze integrate” intese come ambiti del sapere e come disciplina integrabili al complesso della formazione personale e culturale, e la “didattica scientifica” intesa a sua volta come una scienza in senso stretto.
Dal 1983 ricercatore di pedagogia e didattica, dal 1998 professore associato di didattica generale presso l’università di Trieste, e dal 2001 professore straordinario e ordinario di pedagogia generale e sociale presso l’università di Chieti, dove ha ricoperto diverse cariche accademiche.

### Pedagogia
Nella sua ricerca pedagogica e di scienze dell’educazione si è applicato con il rigore pieno e la consapevolezza epistemologica della fisica e delle scienze mediche. Ha individuato un valido retroterra teorico e metodologico nel Neopragmatismo pedagogico[6] e nella pedagogia sociale [7].
Ha elaborato un sistema completo di teoria, metodologia, tecniche e procedure, lessico specifico per il pedagogista professionale, esercitando in forma volontaria per il riscontro empirico. Ha proposto la tecnica della “interlocuzione pedagogica”, e una nuova branca chiamata “pedagogia professionale [8], e si è applicato a relazioni d’aiuto per problemi di Partnership e di Pedagogia familiare, estendendo l’opera di fondazione alla professione dell’armonizzatore familiare per la quale è Supervisor [9].

### Attività di ricerca e collaborazioni
È autore di oltre mille scritti scientifici tra i quali circa quaranta monografie. È stato attivo nella convegnistica e nell’associazionismo di categoria.
Condirettore de “I diritti della scuola” 1989/1994
Condirettore di “Qualeducazione” dal 2014.
Direttore di “Giornale Wolf – Giornale di Filosofia” dal 2017
Cofondatore e condirettore di “Medical Humanities e Medicina Narrativa” 2020/2022
Nei comitati scientifici, editoriali e redazionali di decine di riviste scientifiche italiane e internazionali.

## Opere (parziale)
- Educazione e scienza. SEI, Torino 1989, 8805051322
- Educazione 2000. Pellegrini, Cosenza 1993.
- Didattica scientifica. Del Bianco, Udine 1994.
- Pedagogia della vita quotidiana. Pellegrini, Cosenza 2001 ed. riv. agg. 2011. 8881017377
- Studiamo l’educazione oggi. Osanna, Venosa-PZ 2005a. 8881672405
- La pedagogia sociale. Liguori, Napoli 2005b n.e. 2010. 8820738139
- Il professionista dell’educazione scolastica. Pellegrini, Cosenza 2006. 8881013436
- Educazione XXI secolo. Pellegrini, Cosenza 2007. 8881014270
- Pedagogia professionale. Libreria Universitaria, Limena – PD 2018. 8833590607
- L’armonizzatore familiare. Libreria Universitaria, Limena – PD 2018. 8833592995
- Il pedagogista. ETS, Pisa 2021. 8846759060

## Premi e riconoscimenti
- 1977 premio per giovani cultori della ricerca fisica della S.I.F.
- 1988 premio per la didattica della S.I.F.
- 2020 premio Accademica dell’As.Pe.I.
- 2021 Distinguished Scholar Award EJSR
- 2022 premio alla carriera della S.I.Ped.